# Alexander Michailowitsch Pusanow
Alexander Michailowitsch Pusanow (russisch Алекса́ндр Миха́йлович Пуза́нов; * 29. Septemberjul. / 12. Oktober 1906greg. in Letschkowka, Ujesd Jurjewez, Gouvernement Kostroma, Russisches Kaiserreich; † 1. März 1998 in Moskau) war ein sowjetischer Politiker der Kommunistischen Partei der Sowjetunion (KPdSU) und Diplomat, der unter anderem zwischen 1952 und 1956 Vorsitzender des Ministerrates der Russischen Sozialistischen Föderativen Sowjetrepublik (RSFSR) sowie von 1952 bis 1953 Kandidat des ZK des Politbüros der KPdSU war. Er war zudem zwischen 1956 und 1957 Erster Stellvertretender Vorsitzender des Ministerrates der RSFSR sowie Botschafter in der Demokratischen Volksrepublik Korea (1957 bis 1962), in der Sozialistischen Föderativen Republik Jugoslawien (1962 bis 1967), in der Volksrepublik Bulgarien (1967 bis 1972) sowie zuletzt Botschafter in Afghanistan (1972 bis 1979).

## Leben
Alexander Michailowitsch Pusanow, der aus einer Bauernfamilie stammte, war zwischen 1924 und 1930 Vorsitzender des Rates seines Heimatdorfes Letschkowka und wurde 1925 Mitglied der Kommunistischen Partei der Sowjetunion (KPdSU). Nachdem er 1930 die Landwirtschaftsschule in Pljos absolviert hatte,  war er zwischen 1931 und 1933 stellvertretender Direktor des Bäuerlichen Genossenschaften im Oblast Iwanowo und daraufhin von Februar 1934 bis 1940 Mitarbeiter der Kommission für die Kontrolle der Sowjets beim Rat der Volkskommissare der Sowjetunion. Im Anschluss fungierte er zwischen 1940 und 1943 als Chefkontrolleur des Volkskommissariats für Staatskontrolle der UdSSR sowie im Anschluss von 1943 bis Juni 1944 als stellvertretender Volkskommissar für Staatskontrolle der UdSSR. Am 27. Juni 1944 übernahm er das Amt als Vorsitzender des Exekutivkomitees im Oblast Kuibyschew und bekleidete dieses Amt bis zum 28. Juni 1946. Zugleich fungierte er zwischen dem 19. April 1946 und dem 21. Oktober 1952 als Erster Sekretär des Parteikomitees der Oblast Kuibyschew. 1946 wurde er zudem Deputierter des Obersten Sowjets der UdSSR, dem er von der ersten und vierten Legislaturperiode bis 1958 angehörte. Auf dem XIX. Parteitag der KPdSU (5.–14. Oktober 1952) wurde er erstmals zum Mitglied des Zentralkomitees (ZK) gewählt und hatte diese Funktion nach seinen Wiederwahlen auf dem XX. Parteitag (14.–25. Februar 1956), dem XXI. Parteitag (27. Januar–5. Februar 1959), dem XXII. Parteitag (17.–31. Oktober 1961), dem XXIII. Parteitag (29. März–8. April 1966) und dem XXIV. Parteitag (30. März–9. April 1971) bis zum XXV. Parteitag (24. Februar–5. März 1976) inne. Zugleich wurde er am 16. Oktober 1952 Kandidat des ZK des Politbüros der KPdSU und behielt diese Funktion am 5. März 1953.
Als Nachfolger von Boris Nikolajewitsch Tschernoussow übernahm Pusanow am 20. Oktober 1952  das Amt als Vorsitzender des Ministerrates der Russischen Sozialistischen Föderativen Sowjetrepublik und bekleidete dieses Amt bis zum 24. Januar 1956, woraufhin Michail Alexejewitsch Jasnow seine Nachfolge antrat. Nach Beendigung dieser Tätigkeit bekleidete er zwischen dem 24. Januar 1956 und dem 21. Februar 1957 noch den Posten als Erster Stellvertretender Vorsitzender des Ministerrates der RSFSR und war zugleich vom 25. Februar 1956 bis Februar 1957 Mitglied des Büros des ZK der KPdSU für die RSFSR.
Im Anschluss wurde Alexander Pusanow in den diplomatischen Dienst versetzt und am 22. Februar 1957 zum Botschafter in der Demokratischen Volksrepublik Korea, wo er am 8. April 1957 als Nachfolger von Wassili Iwanowitsch Iwanow seine Akkreditierung überreichte. Er verblieb auf diesem Posten in Pjöngjang bis zum 30. Juni 1962 und wurde danach von Wassili Petrowitsch Moskowski abgelöst. Er selbst wiederum wurde am 30. Juni 1962 zum Botschafter in der Sozialistischen Föderativen Republik Jugoslawien (SFRJ) ernannt und übergab dort als Nachfolger von Alexej Alexejewitsch Epischew am 12. September 1962 sein Beglaubigungsschreiben. Dieses Amt in Belgrad hatte er bis zum 12. April 1967 inne, woraufhin Iwan Alexandrowitsch Benediktow seine dortige Nachfolge antrat.
Daraufhin wurde Pusanow am 12. April 1967 zum Botschafter in der Volksrepublik Bulgarien berufen und überreichte dort am 6. Mai 1967 als Nachfolger von Nikolai Nikolajewitsch Organow seine Akkreditierung. Er bekleidete das Amt des Botschafters in Sofia bis zum 4. Mai 1972 und wurde daraufhin von Wladimir Nikolajewitsch Basowski abgelöst. Anschließend wurde er am 3. Oktober 1972 zum Botschafter in Afghanistan ernannt, wo er am 19. November 1972 sein Beglaubigungsschreiben als Nachfolger von Sergej Petrowitsch Kiktew überreichte. Er erlebte in dieser Zeit den Staatsstreich am 17. Juli 1973, der zur Gründung der Republik Afghanistan führte und die Gründung der Demokratischen Republik Afghanistan nach der Saurrevolution im April 1978. Kurz vor Beginn der sowjetischen Invasion in Afghanistan wurde er am 10. November 1979 als Botschafter aus Kabul abberufen, woraufhin Fikret Achmedschanowitsch Tabajew seine Nachfolge antrat. Zuletzt war er von November 1979 bis 1980 Mitarbeiter im Zentralbüro des Außenministeriums der UdSSR und trat daraufhin den Ruhestand. 
Für seine Verdienste in der Sowjetuon wurde Pusanow mehrfach ausgezeichnet und erhielt unter anderem den Leninorden, den Orden der Oktoberrevolution, den Orden des Roten Banners der Arbeit, den Orden der Völkerfreundschaft sowie das Ehrenzeichen der Sowjetunion. Nach seinem Tode wurde er auf dem Wagankowoer Friedhof in Moskau beigesetzt.